# Savino (Oblast' di Ivanovo)
Savino è una cittadina della Russia europea centrale, situata nella oblast' di Ivanovo; appartiene amministrativamente al rajon Savinskij, del quale è il capoluogo.